# Leioproctus filamentosus
Leioproctus filamentosus là một loài Hymenoptera trong họ Colletidae. Loài này được Rayment mô tả khoa học năm 1959.

## Hình ảnh

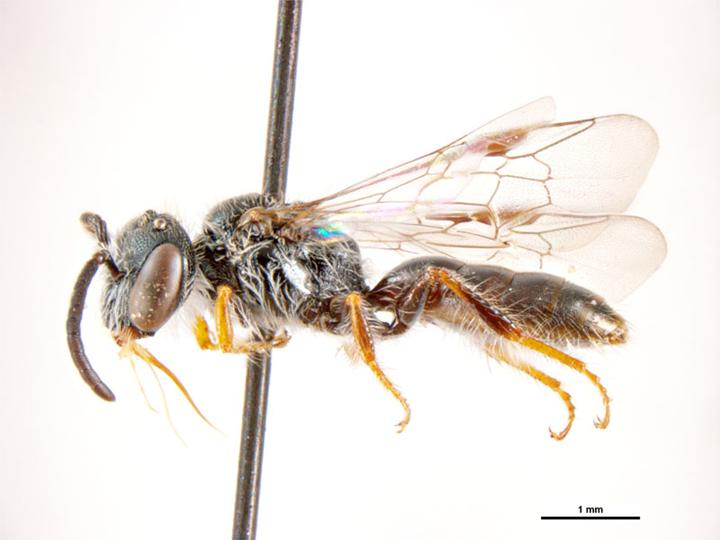